# Musikantenstadl

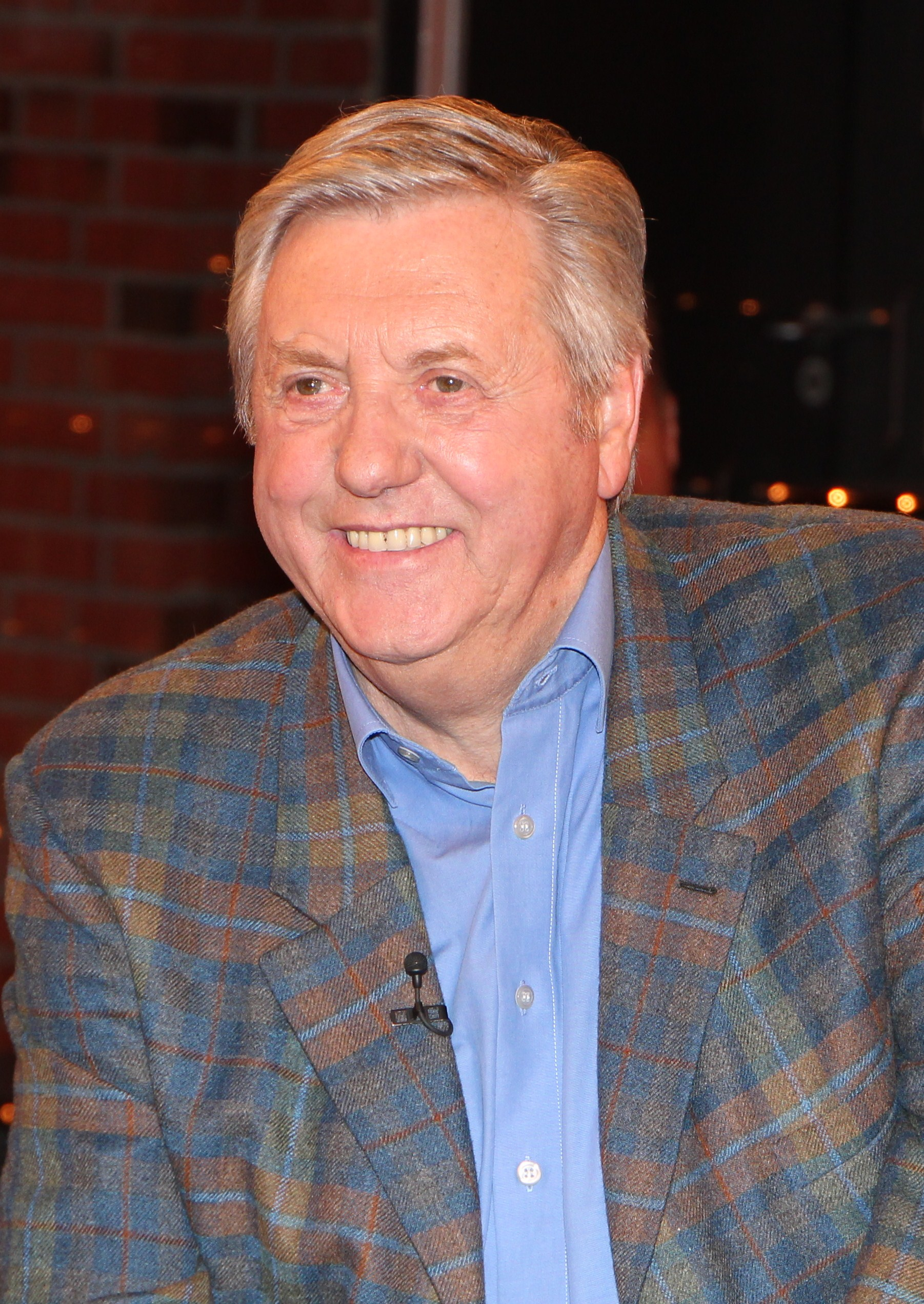
Karl Moik (2011)

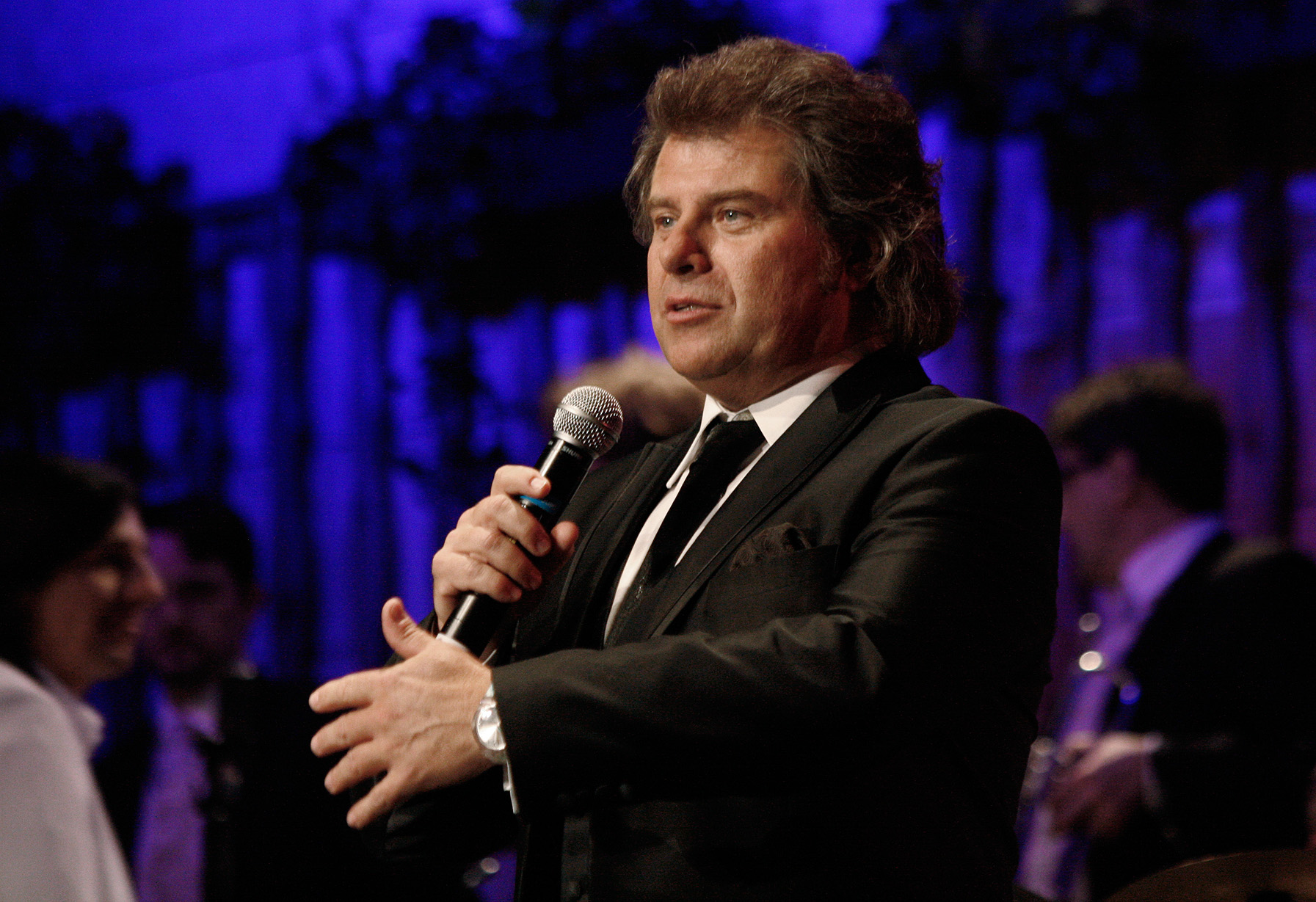
Andy Borg (2010)

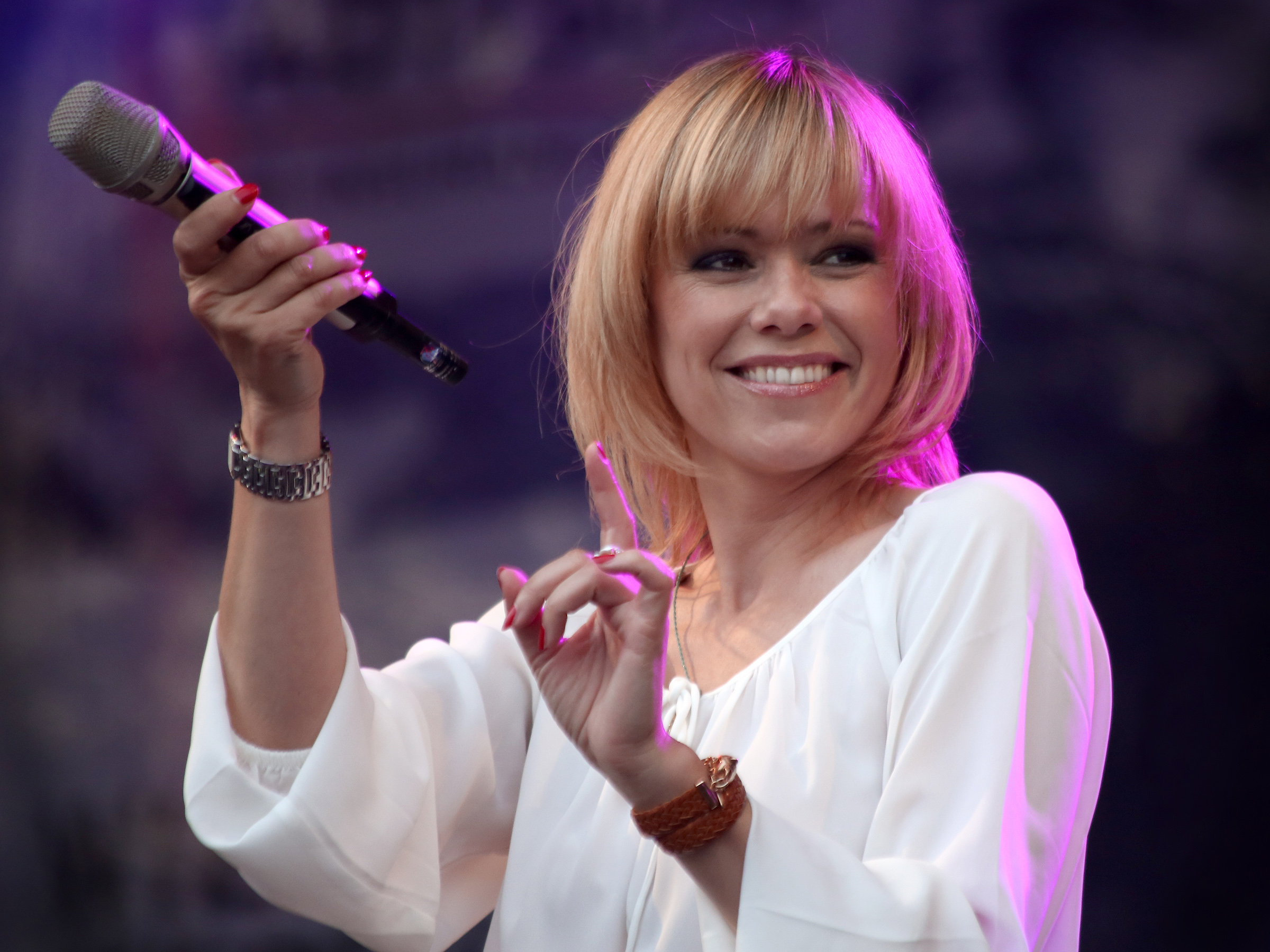
Francine Jordi (2014)

Der Musikantenstadl (Kurzbezeichnung Stadl, Titel von 1981 bis 2015 Musikantenstadl, 2015 Stadlshow, 2016 Silvesterstadl, 2017 bis 2021 Die Silvestershow mit Jörg Pilawa, von 2022 bis 2023 Die große Silvestershow) ist eine ehemalige, meist live ausgestrahlte Unterhaltungssendung im öffentlich-rechtlichen Fernsehen mit volkstümlicher Musik, Blasmusik, populärer Klassik, deutschen Schlagern und internationaler Unterhaltungsmusik. Die Sendung war eine Koproduktion im Rahmen der Eurovision und tourte durch Veranstaltungsorte in Österreich, Deutschland, der Schweiz und Südtirol sowie fallweise in nicht deutschsprachigen Ländern. Produzent war der ORF in Zusammenarbeit mit dem Bayerischen Rundfunk und dem Schweizer Radio und Fernsehen.

## Konzeption
Der Name der als Musikantenstadl gestarteten Sendung leitet sich von Stadel her, dem bairisch-österreichischen Wort für Scheune. Die als 120-minütige Unterhaltungssendung konzipierte Musikshow beruht auf zwei Komponenten: leicht eingängige Musik und Smalltalk. Von September bis Dezember 2015 lautete der Name der Sendung Stadlshow.
Die Produktion war nicht auf einen festen Standort beschränkt. Die Sendung wurde überwiegend in verschiedenen Städten Österreichs, Deutschlands und der Schweiz produziert. Gelegentlich wurden Sendungen auch aus Südtirol, zum Teil auch außerhalb Europas aufgezeichnet. Innerhalb des deutschen Sprachraums besuchte man dabei nicht nur die großen, sondern auch kleinere Städte. Voraussetzung für einen Besuch war allerdings die Existenz einer geeigneten Stadt- oder Sporthalle für die Show.
Den Eindruck einer Scheune erzeugten Tische mit Sitzbänken, auf denen Gäste Platz nehmen konnten, und drumherum angeordnete, etwa zwei Meter hohe Kulissen, die den Eindruck von Scheunenwänden mit verschiedenen Dekorationen wie beispielsweise zum Trocknen aufgehängten Maiskolben erwecken sollten. In der Sendung spielte lange Jahre die Wolfgang-Lindner-Band, die sämtliche eingeladene Künstler begleitete. Neben der Musik nahmen Wortbeiträge einen nahezu ebenso großen Raum ein. Dazu gehörten humoristische Einlagen durch Hias, bei denen auch Karl Moik mitwirkte, und Gespräche mit den Gästen, wobei stets der Bürgermeister und die bedeutenden Persönlichkeiten der jeweiligen Stadt zu Wort kamen.
Mit der Übernahme des Stadls durch Andy Borg im Jahr 2006 wurde dieses Konzept leicht adaptiert, aber nicht wesentlich verändert.
Weitere Eigenarten stellte der Fernsehwastl – ein Stoffhund, den die Gäste nach ihrer Darbietung zum Dank und als Erinnerung überreicht bekamen – und der Beginn einer jeden Sendung dar, bei dem Karl Moik in einem Einspielfilm die betreffende Stadt kurz vorstellte. Als musikalisches Intro erklang lange Jahre das Trompetenecho von Slavko Avsenik und seinen Original Oberkrainern. Zwischen 2006 und seinem Abschied 2015 in Pula eröffnete Andy Borg jede Sendung mit der eigenkomponierten Stadlzeit.
Erich Mathias Mayer, alias Hias, trat von 1981 bis 1991 im Musikantenstadl auf und verließ danach die Show. Zum 20-jährigen Bestehen der Sendereihe und in Karl Moiks letzter Sendung am 31. Dezember 2005 in Klagenfurt war er jedoch als Gast vertreten. Von 2006 bis 2015 sorgten Martin Rassau und Volker Heißmann als Waltraud & Mariechen für lustige Einlagen.

## Präsentation

### Moderation
Moderator der Sendung war ab dem Sendestart Karl Moik. Ihm zur Seite standen mit Sketchen und Wortspielen der als Bauernbursche auftretende Sänger Hias und ein Maskottchen, der Dackel Wastl.

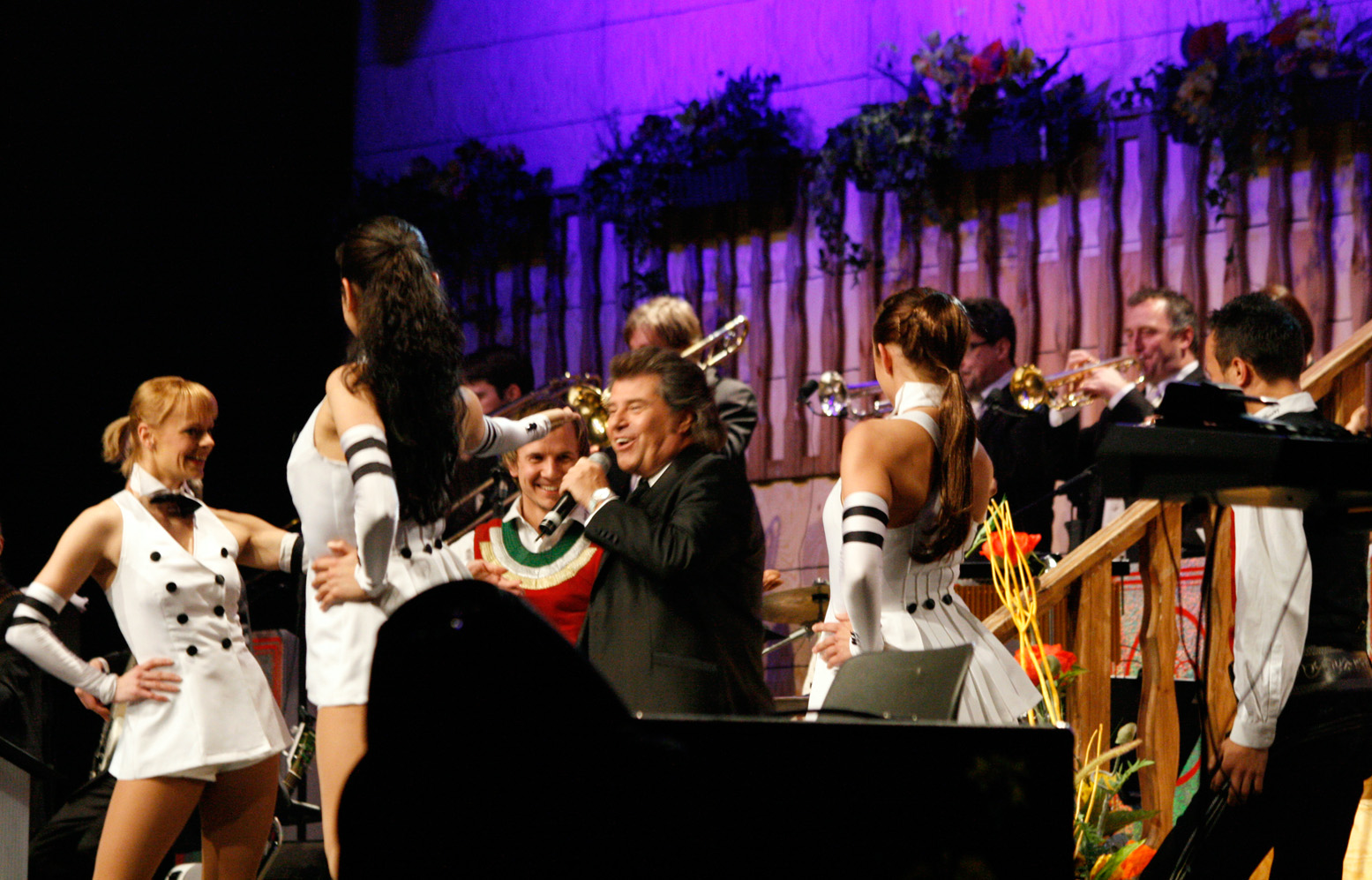
Andy Borg, Musikantenstadl-Tournee 2010

Moiks Vertrag lief Ende Dezember 2005 aus, als Moik 67 Jahre alt war, und wurde von ORF und ARD nicht verlängert. Die Moderation der Ausgabe zum 25. Sendungsjubiläum im März 2006, die Moik angetragen worden war, lehnte er ab.
Als Nachfolger moderierte seither Andy Borg den Musikantenstadl. Nach dessen Premiere in der 145. Folge am 23. September 2006 aus Wiener Neustadt sahen die darauffolgende Sendung aus Graz über 7,5 Millionen Fernsehzuschauer in der Schweiz, Österreich und in Deutschland.
Im Februar 2015 gaben ARD, ORF und SRF bekannt, dass Borg am 27. Juni 2015 die Sendung zum letzten Mal moderieren werde. Seine Nachfolger waren der Moderator Alexander Mazza sowie die Schweizer Sängerin Francine Jordi. Das Format sollte künftig ein jüngeres Publikum ansprechen, weshalb das Konzept der Show grundlegend überarbeitet wurde. Es kam jedoch nur noch zu einer regulären Ausgabe und einer Silvesterausgabe 2015 mit den beiden.
Im Mai 2016 wurde bekannt, dass Mazza in den einzig verbliebenen Silvestersendungen als männlicher Moderationspart durch Jörg Pilawa ersetzt wird.
Wie Anfang 2022 bekannt wurde, wechselt Pilawa zum Privatsender Sat.1. Die Nachfolge von Pilawa trat Hans Sigl an, der an der Seite von Francine Jordi moderierte. Beide gaben 2024 ihren Abschied von der Sendung bekannt. Im Oktober 2024 wurde bekannt, dass Florian Silbereisen einmalig den Sendeplatz an Silvester mit einer Ausgabe des von Jürgens TV produzierten Schlagerbooms moderieren werde.

### Orchester

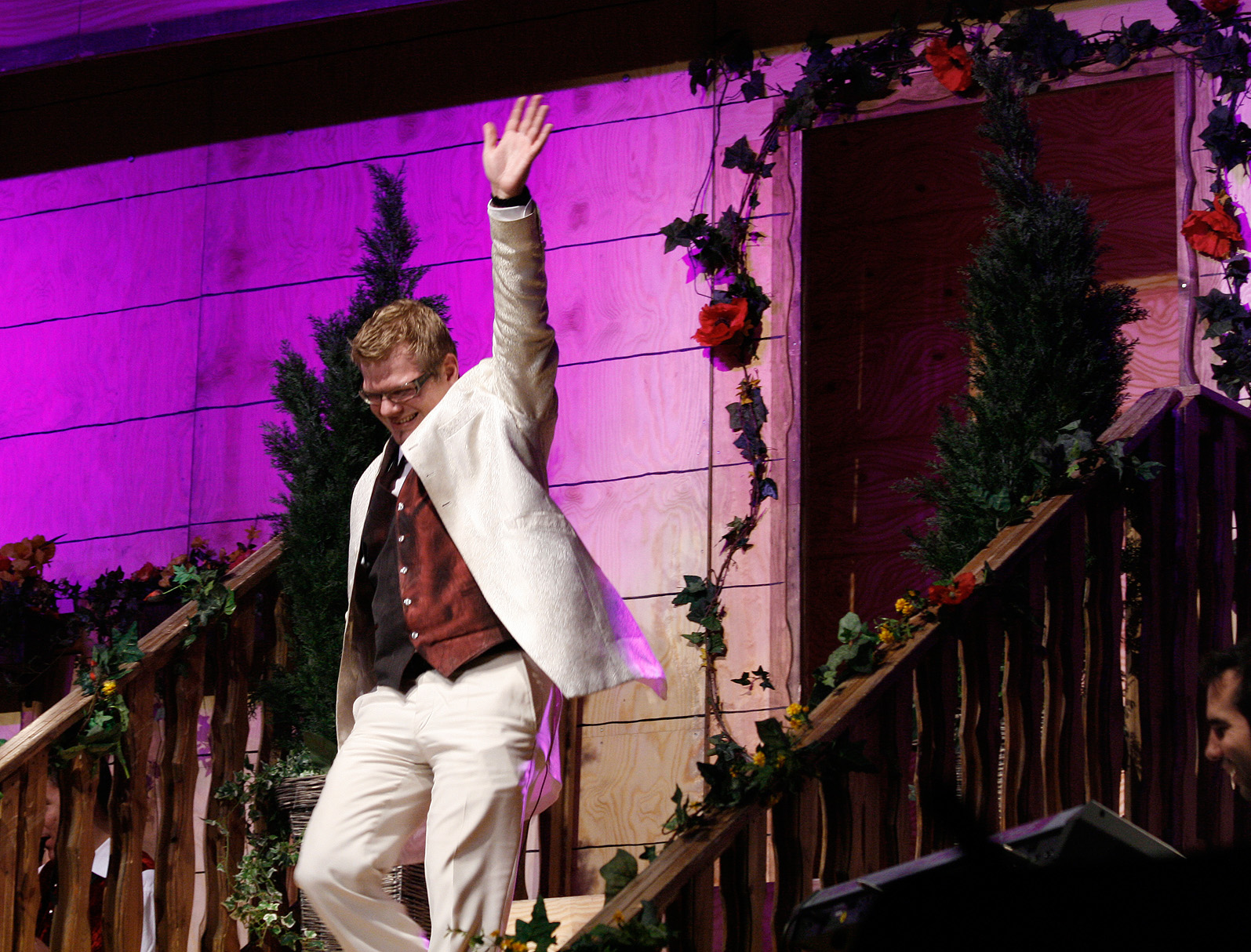
Wolfgang Lindner jr, Musikantenstadl-Tournee 2010.

Ab 1984 war die Wolfgang-Lindner-Band als Begleit-Orchester unter dem Namen Wolfgang Lindner und seine Original Stadlmusikanten fixer Bestandteil des Musikantenstadls mit Karl Moik. Als 2005 Wolfgang Lindner aus gesundheitlichen Gründen seine Arbeit beenden musste, übergab er die Leitung an seinen Sohn Wolfgang Lindner junior, der noch die letzten Fernsehsendungen mit Karl Moik begleitete.
Mit dem Moderationswechsel 2006 wechselte auch die Band, nicht aber der musikalische Leiter. Seither begleiten Wolfgang Lindner jr. und die jungen Stadlmusikanten die auftretenden Künstler durch die Sendungen und Tournee-Konzerte.

## Sonderausgaben

### Übertragungen aus dem Ausland
Die Sendung gastierte bereits in mehreren nicht-deutschsprachigen Ländern. Schon Ende August 1985 wurde der Stadl aus Portorož im damaligen Jugoslawien ausgestrahlt. Dieser Stadl war auch der erste, der nicht in einer Halle, sondern als Open-Air-Veranstaltung im Hafen des an der Adria gelegenen Ferienortes stattfand.
Durch eine Zusammenarbeit der produzierenden Rundfunkanstalten mit dem sowjetischen Rundfunk gelang es, im September 1988 eine Sendung aus Moskau zu organisieren. Als Co-Moderatorin fungierte dabei Tatjana Wedenejewa, eine bekannte russische Fernsehansagerin.
Einige Wochen nach dem Mauerfall wurde am 17. Dezember 1989 live aus der Stadthalle Cottbus gesendet, in Zusammenarbeit mit dem Fernsehen der DDR.
Ab Mitte der 1990er Jahre bis 2001 gab es vermehrt Übertragungen aus dem Ausland. Karl Moik gastierte in der Coliseum Arena im Exhibition Palace im kanadischen Toronto (1994), im Flinders Park von Melbourne (1995), in Kapstadt (1996), in Disneyworld (Orlando) (1998) sowie auf dem Platz vor dem Mittagstor in der Verbotenen Stadt in Peking (1999). Im November 2000 wurde der Stadl in New York, New Orleans und der Karibik aufgezeichnet. Etwa 3.500 Personen fuhren mit dem Kreuzfahrtschiff Carnival Triumph zum Aufzeichnungsort. Das Fernsehpublikum sah einen Zusammenschnitt der Reise im Februar 2001. Auf persönliche Einladung des Scheichs von Dubai durfte Moik im Oktober 2001 seinen Stadl in den Vereinigten Arabischen Emiraten aufzeichnen. Diese letzte Auslandsreise Moiks wurde zwei Monate später im Dezember 2001 gezeigt.
Nach einer zehnjährigen Unterbrechung führte am 7. Mai 2011 Andy Borg durch seinen ersten Auslands-Musikantenstadl live aus Poreč in Kroatien.

### Silvesterstadl
Erstmals fand im Jahr 1984 eine als Silvesterstadl benannte Sonderausgabe in der Nacht vom 31. Dezember 1984 auf den 1. Jänner 1985 statt. Ab 1989 wurde jährlich eine solche Sendung ausgestrahlt. Der Silvesterstadl 2005 war gleichzeitig die letzte von Karl Moik moderierte Sendung. Seit 2016 sind keine regulären Ausgaben mehr vorgesehen.

### 30 Jahre Musikantenstadl
Am 12. März 2011 sollte eine Jubiläumsfolge zum 30-jährigen Bestehen der Sendung aus Freiburg im Üechtland gesendet werden. Wegen der am Vortag erfolgten Erdbebenkatastrophe in Japan und dem damit verbundenen Nuklearunfall im Kernkraftwerk Fukushima entschieden ARD und ORF, die Liveübertragung zugunsten von Sondersendungen über dieses Ereignis auszusetzen. Die Jubiläums-Ausgabe wurde schließlich am 26. März 2011 ausgestrahlt.

## Ausstrahlung und Rezeption
Die erste Sendung am 5. März 1981 war noch allein vom ORF produziert und kam aus der oberösterreichischen Stadt Enns. Ab dem 16. April 1983 wurde der Musikantenstadl auch in Deutschland bundesweit ausgestrahlt. 1986 erhielt sie den Sendeplatz um 20:15 Uhr am Samstagabend. Die 50. Folge wurde am 4. Februar 1989, die 100. Folge am 15. Februar 1997 gesendet. Das zehnjährige Bestehen am 4. April 1991 sowie das 20. Jubiläum am 10. März 2001 wurden jeweils in der Wiener Stadthalle gefeiert. Da die letzte von Karl Moik moderierte Sendung am 31. Dezember 2005 lief, gab es im Jahr 2006 keine Gala zum 25-jährigen Bestehen des Stadls. Am 12. Januar 2016 gab der ORF bekannt, wegen sinkender Einschaltquoten ab 2016 keine regulären Sendungen mehr produzieren zu wollen. Zwischen den Jahren 2016 und 2019 fand jedoch die Silvesterausgabe statt. Seit 2009 (ab Folge 157) wird die Show mit Untertiteln für Hörbehinderte gesendet.
Ähnlich wie andere Sendungen der volkstümlichen Musik war der Musikantenstadl häufig Ziel von Parodien und Satiren, z. B. von Matthias Schriefls Band Mutantenstadl. Die Erste Allgemeine Verunsicherung bezieht sich in ihrem Stück „Mutantenstadl“ auf Karl Moik und den Musikantenstadl.

## Folgen und Veranstaltungsorte
1981
- Folge 1 (5. März 1981): Enns
- Folge 2 (7. Juni 1981): Bärnbach
- Folge 3 (30. Juli 1981): Feldkirch
- Folge 4 (22. Oktober 1981): Wien
- Folge 5 (17. Dezember 1981): Linz

1982
- Folge 6 (4. März 1982): Feldbach
- Folge 7 (6. Mai 1982): Hollabrunn
- Folge 8 (24. Juni 1982): Wien
- Folge 9 (5. August 1982): Gmunden
- Folge 10 (23. September 1982): Kitzbühel
- Folge 11 (25. November 1982): Linz

1983
- Folge 12 (3. Februar 1983): Murau
- Folge 13 (14. April 1983): Tulln an der Donau
- Folge 14 (2. Juni 1983): Innsbruck
- Folge 15 (14. Juli 1983): Dornbirn
- Folge 16 (11. August 1983): Graz
- Folge 17 (15. September 1983): Villach
- Folge 18 (13. Oktober 1983): Brixen
- Folge 19 (1. Dezember 1983): Steyr

1984
- Folge 20 (9. Februar 1984): Eisenerz
- Folge 21 (12. April 1984): Zeltweg
- Folge 22 (10. Mai 1984): Baden bei Wien
- Folge 23 (4. Oktober 1984): Feldbach
- Folge 24 (8. November 1984): Wels
- Folge 25 (6. Dezember 1984): Ternitz
- Silvesterstadl (31. Dezember 1984): Linz

1985
- Folge 26 (16. Februar 1985): Salzburg
- Folge 27 (13. April 1985): Wien
- Folge 28 (25. Mai 1985): Graz
- Folge 29 (31. August 1985): Portorož/Jugoslawien
- Folge 30 (12. Oktober 1985): Hollabrunn
- Folge 31 (7. Dezember 1985): Linz

1986
- Folge 32 (13. Februar 1986): Stockerau
- Folge 33 (20. März 1986): Sankt Veit an der Glan
- Folge 34 (22. Mai 1986): Innsbruck
- Folge 35 (4. September 1986): Güssing
- Folge 36 (16. Oktober 1986): Salzburg
- Folge 37 (11. Dezember 1986): Schladming

1987
- Folge 38 (12. Februar 1987): Perg
- Folge 39 (9. April 1987): Murau
- Folge 40 (28. Mai 1987): Wiener Neustadt
- Folge 41 (6. August 1987): Gmunden
- Folge 42 (17. September 1987): München
- Folge 43 (11. Dezember 1987): Wien

1988
- Folge 44 (4. Februar 1988): Sölden
- Folge 45 (14. April 1988): Lustenau
- Folge 46 (9. Juni 1988): Hollabrunn
- Sonderstadl (10. September 1988): Moskau/Sowjetunion
- Folge 47 (29. September 1988): Klagenfurt
- Folge 48 (10. November 1988): Steyr
- Folge 49 (8. Dezember 1988): Perchtoldsdorf

1989
- Folge 50 (4. Februar 1989): Linz
- Folge 51 (6. April 1989): Seefeld
- Folge 52 (8. Juni 1989): Schladming
- Folge 53 (14. September 1989): Fürstenfeld
- Folge 54 (12. Oktober 1989): Bad Vöslau
- Folge 55 (7. Dezember 1989): Schärding
- Sonderstadl (17. Dezember 1989): Cottbus/DDR
- Silvesterstadl (31. Dezember 1989): Sölden

1990
- Folge 56 (8. Februar 1990): Hartberg
- Folge 57 (5. April 1990): Fulpmes
- Folge 58 (7. Juni 1990): Nürnberg
- Folge 59 (6. September 1990): Herzogenburg
- Folge 60 (25. Oktober 1990): Maribor/Jugoslawien
- Folge 61 (6. Dezember 1990): Salzburg
- Silvesterstadl (31. Dezember 1990): Chemnitz

1991
- Folge 62 (14. Februar 1991): Oberwart
- Folge 63 (4. April 1991): Wien
- Folge 64 (25. Mai 1991): Lustenau
- Folge 65 (20. Juli 1991): Saarbrücken
- Folge 66 (24. August 1991): Liezen
- Folge 67 (28. September 1991): Kiel
- Folge 68 (31. Oktober 1991): Bozen
- Folge 69 (23. November 1991): Bad Vöslau
- Silvesterstadl (31. Dezember 1991): Linz

1992
- Folge 70 (8. Februar 1992): Freistadt
- Folge 71 (18. April 1992): Böblingen
- Folge 72 (30. Mai 1992): Villach
- Best Of (1. August 1992)
- Folge 73 (19. September 1992): München
- Folge 74 (31. Oktober 1992): Wiener Neustadt
- Folge 75 (21. November 1992): Leibnitz
- Silvesterstadl (31. Dezember 1992): Sankt Pölten

1993
- Folge 76 (13. Februar 1993): Eisenstadt
- Folge 77 (24. April 1993): Saalfelden
- Folge 78 (29. Mai 1993): Halle an der Saale
- Best Of (31. Juli 1993): Wolfgangsee
- Folge 79 (11. September 1993): Basel
- Folge 80 (6. November 1993): Wolfsberg
- Folge 81 (4. Dezember 1993): Salzburg
- Silvesterstadl (31. Dezember 1993): Bozen

1994
- Folge 82 (19. Februar 1994): Schladming
- Folge 83 (19. März 1994): St. Johann in Tirol
- Folge 84 (26. Mai 1994): Toronto/Kanada
- Best Of (30. Juli 1994): Montafon
- Folge 85 (27. August 1994): Kapfenberg
- Folge 86 (24. September 1994): Hamburg
- Folge 87 (12. November 1994): Klagenfurt
- Silvesterstadl (31. Dezember 1994): Linz

1995
- Folge 88 (25. Februar 1995): Voitsberg
- Folge 89 (1. April 1995): Cottbus
- Folge 90 (14. Mai 1995): Zürich
- Folge 91 (8. Juli 1995): Garmisch-Partenkirchen
- Best Of (29. Juli 1995)
- Folge 92 (23. September 1995): Melbourne/Australien
- Folge 93 (25. November 1995): Graz-Puntigam
- Silvesterstadl (31. Dezember 1995): Klagenfurt

1996
- Folge 94 (3. Februar 1996): Schärding
- Folge 95 (13. April 1996): Amstetten
- Folge 96 (1. Juni 1996): Innsbruck
- Folge 97 (21. September 1996): Bremerhaven
- Folge 98 (26. Oktober 1996): Salzburg
- Folge 99 (30. November 1996): Kapstadt/Südafrika
- Silvesterstadl (31. Dezember 1996): Wiener Neustadt

1997
- Folge 100 (15. Februar 1997): Wien
- Folge 101 (19. April 1997): München
- Folge 102 (7. Juni 1997): Gmunden
- Folge 103 (20. September 1997): Deutschlandsberg
- Folge 104 (25. Oktober 1997): Krems an der Donau
- Folge 105 (6. Dezember 1997): Seefeld
- Silvesterstadl (31. Dezember 1997): Linz

1998
- Folge 106 (31. Jänner 1998): Dornbirn
- Folge 107 (14. März 1998): Orlando/USA (Disneyworld)
- Folge 108 (18. April 1998): Innsbruck
- Best Of (11. Juli 1998)
- Folge 109 (26. September 1998): Hof
- Folge 110 (14. November 1998): Bad Gleichenberg
- Silvesterstadl (31. Dezember 1998): Sankt Pölten

1999
- Folge 111 (13. Februar 1999): Eferding
- Musikantenstadl unterwegs (20. März 1999): Kastelruth, Villach, Werfen und Lienz
- Folge 112 (1. Mai 1999): Bozen
- Folge 113 (18. September 1999): München
- Folge 114 (16. Oktober 1999): Peking/China
- Folge 115 (27. November 1999): Salzburg
- Silvesterstadl (31. Dezember 1999): Berlin

2000
- Folge 116 (4. März 2000): Basel
- Folge 117 (15. April 2000): Graz-Unterpremstätten
- Folge 118 (3. Juni 2000): Rostock
- Best Of (5. August 2000)
- Folge 119 (23. September 2000): Stuttgart
- Folge 120 (28. Oktober 2000): Bad Vöslau
- Silvesterstadl (31. Dezember 2000): Wels

2001
- Musikantenstadl unterwegs (24. Februar 2001): New York, New Orleans und Karibik
- Folge 121 (24. März 2001): Wien
- Folge 122 (2. Juni 2001): Schruns-Tschagguns
- Best Of (18. August 2001)
- Folge 123 (22. September 2001): Braunschweig
- Folge 124 (8. Dezember 2001): Dubai/Vereinigte Arabische Emirate
- Silvesterstadl (31. Dezember 2001): Augsburg

2002
- Folge 125 (9. März 2002): Oberwart
- Folge 126 (6. April 2002): Oldenburg
- Folge 127 (8. Juni 2002): Bozen
- Folge 128 (21. September 2002): Wiener Neustadt
- Folge 129 (16. November 2002): Bad Gleichenberg
- Silvesterstadl (31. Dezember 2002): Linz

2003
- Folge 130 (1. März 2003): Graz
- Folge 131 (26. April 2003): Dornbirn
- Folge 132 (14. Juni 2003): Flensburg
- Folge 133 (27. September 2003): Sankt Pölten
- Folge 134 (22. November 2003): Salzburg
- Silvesterstadl (31. Dezember 2003): Hannover

2004
- Folge 135 (6. März 2004): Seefeld
- Folge 136 (17. April 2004): Wien
- Folge 137 (22. Mai 2004): Bremen
- Folge 138 (25. September 2004): Mörbisch am See
- Folge 139 (6. November 2004): Passau
- Silvesterstadl (31. Dezember 2004): Innsbruck

2005
- Folge 140 (5. März 2005): Bruck an der Mur
- Folge 141 (23. April 2005): Füssen
- Folge 142 (11. Juni 2005): Bozen
- Folge 143 (17. September 2005): Wiener Neustadt
- Folge 144 (19. November 2005): Husum
- Silvesterstadl (31. Dezember 2005): Klagenfurt

2006
- Folge 145 (23. September 2006): Wiener Neustadt
- Folge 146 (18. November 2006): Graz
- Silvesterstadl (31. Dezember 2006): Innsbruck

2007
- Folge 147 (17. Februar 2007): Basel
- Folge 148 (28. April 2007): Klagenfurt
- Folge 149 (16. Juni 2007): Wien
- Folge 150 (22. September 2007): Salzburg
- Folge 151 (17. November 2007): Passau
- Silvesterstadl (31. Dezember 2007): Oberwart

2008
- Folge 152 (8. März 2008): Basel
- Folge 153 (26. April 2008): Klagenfurt
- Folge 154 (5. Juli 2008): Dornbirn
- Folge 155 (20. September 2008): München
- Folge 156 (15. November 2008): Innsbruck
- Silvesterstadl (31. Dezember 2008): Graz

2009
- Folge 157 (7. März 2009): Riesa
- Folge 158 (18. April 2009): Tulln
- Folge 159 (23. Mai 2009): Fribourg
- Folge 160 (19. September 2009): Linz
- Folge 161 (14. November 2009): Passau
- Silvesterstadl (31. Dezember 2009): Wiener Neustadt

2010
- Folge 162 (13. März 2010): Garmisch-Partenkirchen
- Folge 163 (24. April 2010): Salzburg
- Folge 164 (29. Mai 2010): Davos
- Folge 165 (18. September 2010): Bozen
- Silvesterstadl (31. Dezember 2010): Klagenfurt

2011
- Folge 166 (26. März 2011): Freiburg im Üechtland
- Folge 167 (7. Mai 2011): Poreč/Kroatien
- Folge 168 (17. September 2011): Riesa
- Folge 169 (19. November 2011): Linz
- Silvesterstadl (31. Dezember 2011): Graz

2012
- Folge 170 (3. März 2012): Wiener Neustadt
- Folge 171 (5. Mai 2012): Kreuzlingen
- Folge 172 (15. September 2012): Krefeld
- Folge 173 (10. November 2012): Innsbruck
- Silvesterstadl (31. Dezember 2012): Oberwart

2013
- Folge 174 (6. April 2013): Salzburg
- Folge 175 (15. Juni 2013): Ingolstadt
- Folge 176 (14. September 2013): Tulln
- Folge 177 (16. November 2013): Basel
- Silvesterstadl (31. Dezember 2013): Klagenfurt

2014
- Folge 178 (8. März 2014): Wiener Neustadt
- Folge 179 (3. Mai 2014): Fribourg
- Folge 180 (27. September 2014): Passau
- Silvesterstadl (31. Dezember 2014): Graz

2015
- Folge 181 (28. März 2015): Oberwart
- Folge 182 (27. Juni 2015): Pula/Kroatien (Open Air)

Folgen der Stadlshow:
- Folge 183 (12. September 2015): Offenburg
- Stadlshow Silvester (31. Dezember 2015): Linz

2016
- Silvesterstadl (31. Dezember 2016): Graz

2017
- Silvestershow (31. Dezember 2017): Graz

2018
- Silvestershow (31. Dezember 2018): Linz

2019
- Silvestershow (31. Dezember 2019): Offenburg

2020
- Silvestershow (31. Dezember 2020): Offenburg

2021
- Silvestershow (31. Dezember 2021): Offenburg

2022
- Silvestershow (31. Dezember 2022): Offenburg

2023
- Silvestershow (31. Dezember 2023): Offenburg

## Weitere Produktionen

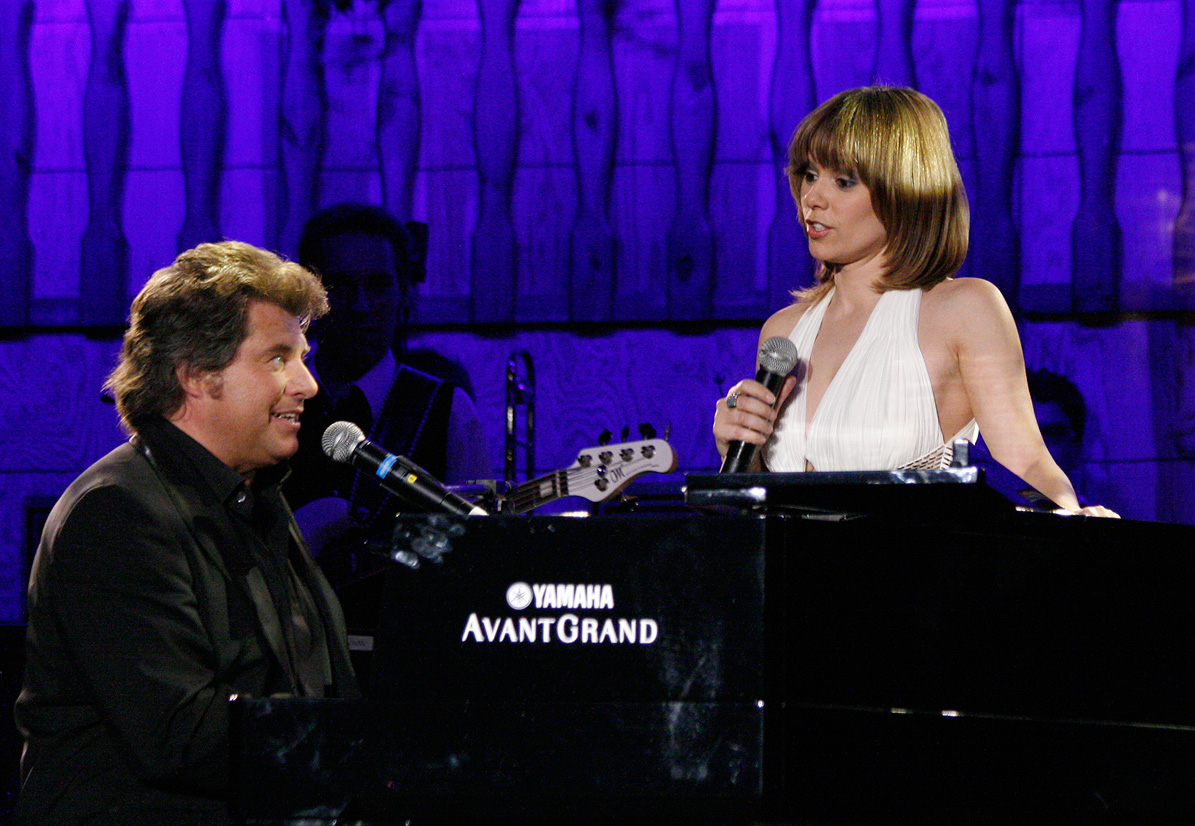
Francine Jordi und Andy Borg, Musikantenstadl-Tournee 2010.

Neben den Fernsehsendungen und den damit verbundenen Merchandising-Produkten (Kleidungsstücke, Taschen, Tassen u. ä.) werden unter der Dachmarke Musikantenstadl auch eine Reihe weiterer Produktionen vermarktet. Im Rahmen des ab 2006 veranstalteten Stadl-Nachwuchswettbewerbs traten Gruppen, Kapellen und Einzelinterpreten auf, deren Jahressieger beim Silvesterstadl mit dem Stadl-Stern ausgezeichnet wurde. Ab 2008 fand einmal im Jahr eine Musikantenstadl-Tournee mit einer Reihe von aus den Sendungen bekannten Musikern statt, die von Andy Borg moderiert wurde. 2009 gab es erstmals eine Stadl-Kreuzfahrt mit Konzerten auf einem Kreuzfahrtschiff.
Der Schlager-Spaß mit Andy Borg, der seit 2018 in regelmäßigem Turnus im SWR, SR, MDR und BR Fernsehen ausgestrahlt wird, wird aufgrund der Präsentation des langjährigen Musikantenstadl-Moderators Borg sowie der ähnlichen Konzeption als inoffizielle Nachfolgesendung des herkömmlichen Musikantenstadls angesehen.